# Zona Monumental de Oviedo

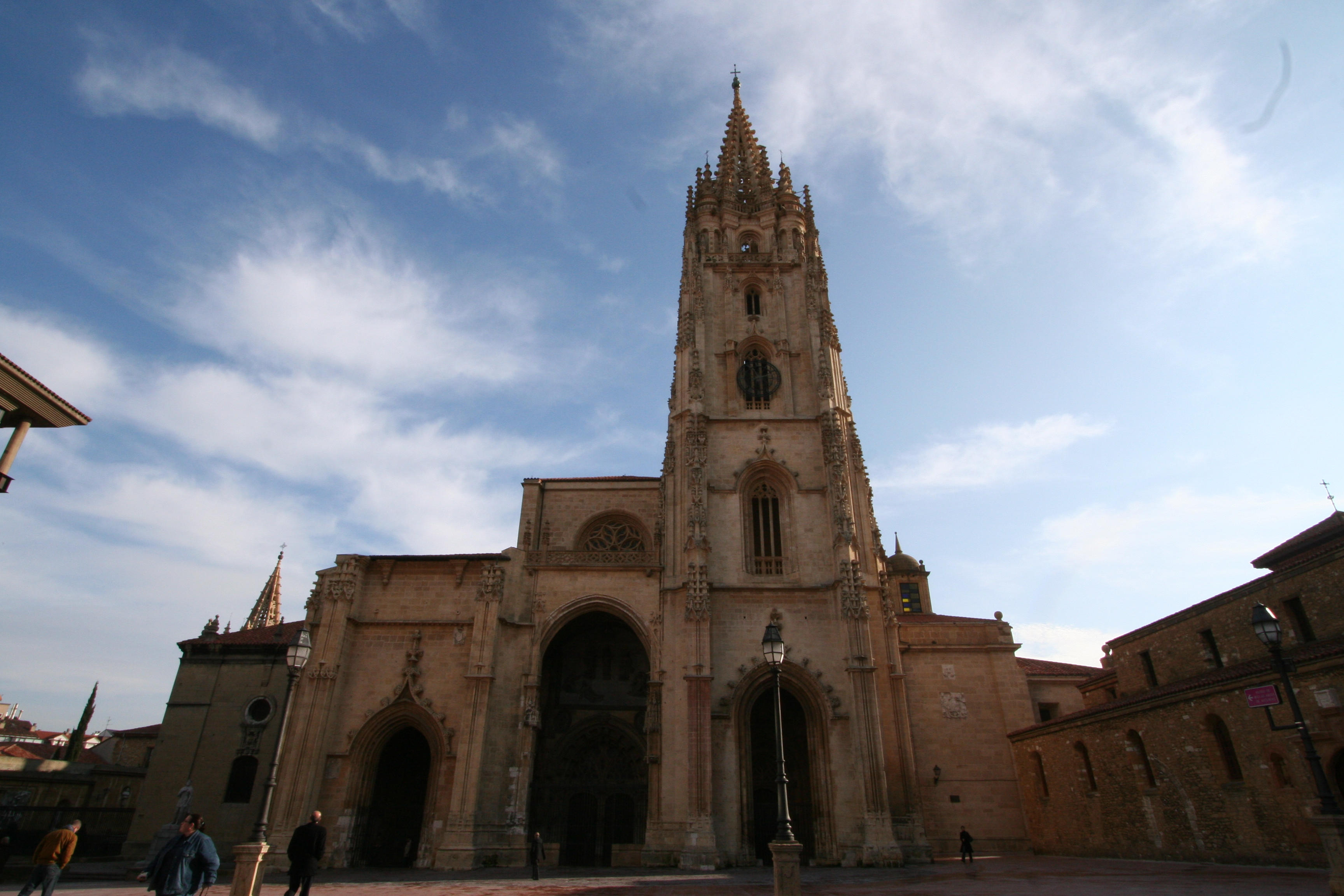
Catedral de Oviedo.

El conjunto histórico o zona monumental de la ciudad española de Oviedo, Asturias comprende el conjunto de monumentos que a lo largo de los años, desde 1931 hasta la actualidad, fueron protegidos patrimonialmente, al amparo de distintas figuras legales que en 1985 quedaron unificadas bajo la categoría de Bien de Interés Cultural, fruto de la entrada en vigor de la Ley 16/1985, de Patrimonio Histórico Español.
Igualmente, desde 1998 existe en este espacio un lugar inscrito en el Listado del Patrimonio Mundial de la UNESCO: la Cámara Santa de la Catedral.
En concreto, los Bienes de Interés Cultural existentes en el casco histórico de Oviedo son los siguientes:
Catedral (declarada el 3 de junio de 1931), Claustro del Monasterio de San Vicente y Museo Arqueológico de Asturias (declarados el 9 de marzo de 1963), Iglesia de San Tirso (declarada el 3 de junio de 1931), Iglesia de San Isidoro (declarada el 22 de junio de 1983), Palacio de Velarde (declarado el 25 de mayo de 1983), Palacio de Toreno (declarado el 14 de septiembre de 1983), Palacio de Valdecarzana-Heredia BOE núm. 197 Viernes 17 de agosto de 2007 35341 (declarado el 23 de noviembre de 2000), Recinto murado de Oviedo (declarado el 3 de junio de 1931), Casa de Campomanes (declarada el 12 de enero de 1985) y Palacio de Camposagrado (declarado el 26 de mayo de 1943).
- Este artículo incluye contenido derivado de una disposición relativa al proceso de protección, incoación o declaración de un bien cultural o natural publicada en el BOE n.º 197 el 17 de agosto de 2007 (texto), el cual está libre de restricciones conocidas en virtud del derecho de autor de conformidad con lo dispuesto en el artículo 13 de la Ley de Propiedad Intelectual española.